# Barstow (California)
Para la localidad con el mismo nombre en el condado de Fresno, véase Barstow.

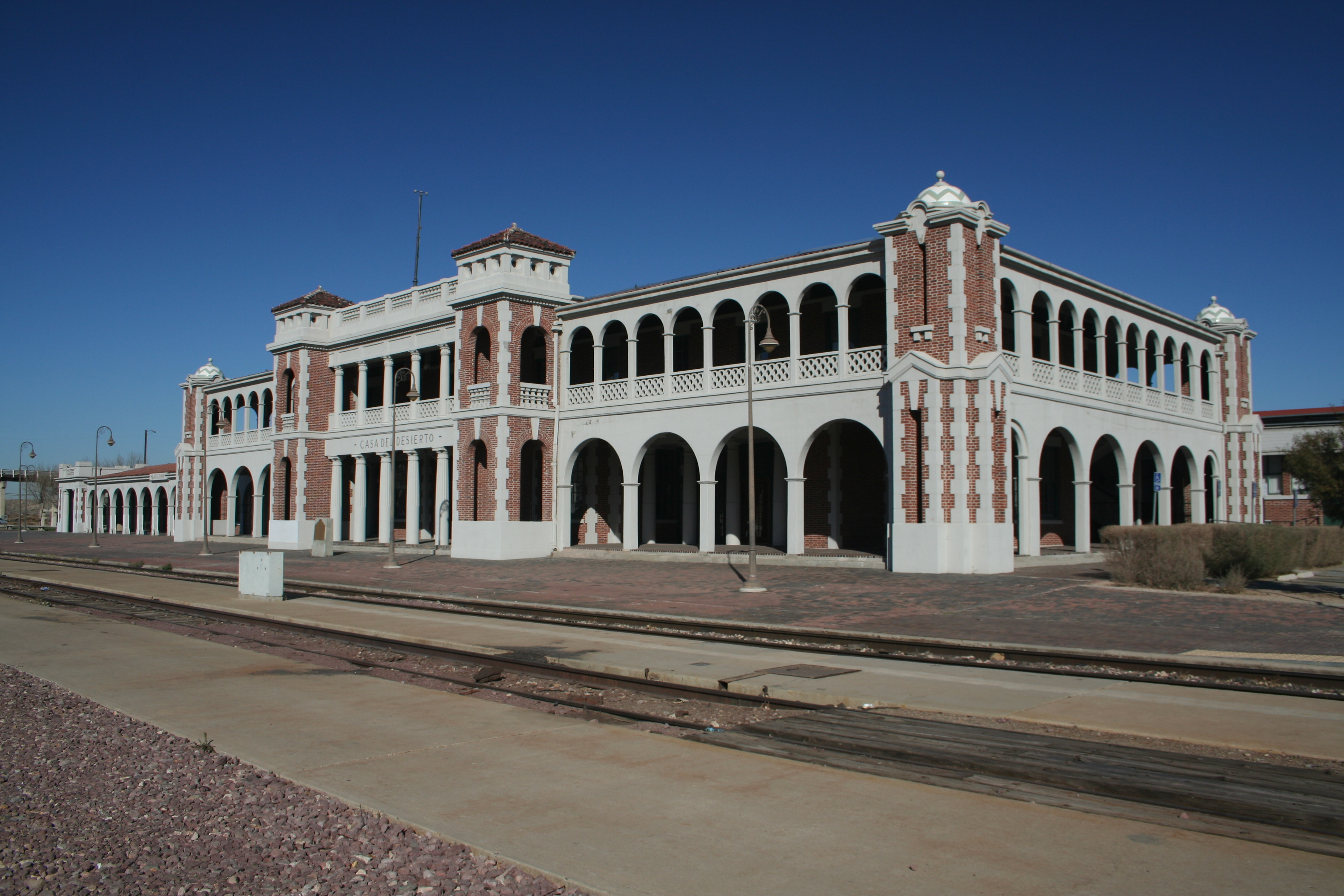
Harvey House, «Casa del Desierto» en Barstow.

Barstow, fundada en 1947, es una ciudad ubicada en el condado de San Bernardino en el estado estadounidense de California. En el año 2007 tenía una población de 24.600 habitantes y una densidad poblacional de 242,8 personas por km². Barstow forma parte del área metropolitana de Inland Empire.

## Geografía
Barstow se encuentra ubicada en las coordenadas 34°52′35″N 117°2′5″O / 34.87639, -117.03472 Según la Oficina del Censo, la ciudad tiene un área total de 86,99 km² (33,6 mi²), de la cual 86,99 km² (33,6 mi²) es tierra y 0 km² (0 mi²) (0%) es agua. Se encuentra ubicada a 62 millas (99,78 km) de Baker, California y 111 millas (178,64 km) a Primm, Nevada.

## Demografía
Según la Oficina del Censo en 2007 los ingresos medios por hogar en la localidad eran de $35,069, y los ingresos medios por familia eran $40,160. Los hombres tenían unos ingresos medios de $37,425 frente a los $25,380 para las mujeres. La renta per cápita para la localidad era de $16,132. Alrededor del 20.3% de la población estaban por debajo del umbral de pobreza.